# Omphalotropis albocarinata
Omphalotropis albocarinata é uma espécie de gastrópode  da família Assimineidae.
É endémica de Ilha Norfolk.